# Tânia Maria Penso Ghedin
Tânia Maria Penso Ghedin (Francisco Beltrão, 28 de agosto de 1960 - São Paulo, 29 de janeiro de 2019 ) foi uma pianista, professora, escritora, pesquisadora e historiadora brasileira. 
Foi diretora de cultura do município de Francisco Beltrão no período de 2001 a 2012 onde desenvolveu vários projetos, como a criação do Museu da Colonização, as construções do Monumento ao Pioneiro e o Monumento Revolta dos Posseiros, o tombamento e restauração da Capela São Cristóvão e a fundação do Memorial de Francisco Beltrão. 

## Reconhecimento cultural
A escritora e pesquisadora desenvolveu um relevante resgate histórico a respeito do município de Francisco Beltrão e do sudoeste do Paraná principalmente em relação ao episódio da Revolta dos Colonos em 1957. Sua pesquisa resultou em várias obras publicadas proporcionando o reconhecimento do seu trabalho histórico cultural por autoridades.

"Este trabalho tem um valor histórico incalculável." Prefeito municipal de Francisco Beltrão, Vilmar Cordasso (2001-2008) referindo-se as obras de Tânia.
"Nossa homenagem a essa mulher que tanto fez pela cultura de Francisco Beltrão e do Paraná." Prefeito municipal de Francisco Beltrão, Cleber Fontana (2017-2020).
"A Cultura de Francisco Beltrão se divide entre antes e depois da Tânia." Vilmar Mazzeto - Diretor de Cultura de Francisco Beltrão.

## Obras

### Publicadas
- Evolução da música através dos tempos (2007).ISBN 978-85-99732-05-2 [4]
- Revolta dos Posseiros – Cinquentenário (1957 - 2007 l “A ocupação das Terras”).
- Cristo Redentor 15 anos (1992 - 2007).
- Capela de São Francisco (2012).ISBN 978-85-98799-65-0 [5]
- Revolta dos Posseiros - Peça Teatral.
- Revolta dos Posseiros - Exposição Fotográfica do Cinquentenário.
- Museu da Colonização.
- Equipamentos Culturais.
- Ruas da Cidade de Francisco Beltrão (2013).ISBN 978-85-99732-34-2 [6]
- Feiras e Exposições.
- Júlio Assis Cavalheiro.
- Beleza Feminina - Misses Beltronenses - Miss Beltrão 40 anos (1971 - 2011).
- Guarda de São Cristóvão (1961 - 2011).
- Homenagem aos Políticos Eleitos.
- Projeto Memória e Arte - Francisco Beltrão 60 anos.
- Capela São Cristóvão.
- Antropologia Visual de Francisco Beltrão - Resgate Histórico Fotográfico (1940 - 1970).

fonte:

### post mortem

#### acesso on-line
- Revolta dos Posseiros - Cinquentenário 1957-2007 (2019).[8]
- Cristo Redentor - 15 anos (2019).[9]
- Revolta dos Posseiros - 1957-2007, peça teatral (2019).[10]
- Revolta dos Posseiros - Cinquentenário 1957-2007, exposição fotográfica (2019). [11]

## Prêmios e honras

### Prêmio Tânia Penso Ghedin
Em 2019, recebeu homenagem póstuma no 12.º Francisco Beltrão de Literatura, o concurso premiou o melhor trabalho definido pelos jurados entre todos os premiados, o prêmio se chamou Tânia Penso Ghedin.

### Moção de aplausos
Em 2018, recebeu moção de aplausos da Câmara Municipal de Francisco Beltrão pelos relevantes serviços prestados à cultura beltronense. 

### Troféu Empreendedora Cultural do Paraná
Em 2009, no Dia Internacional da Mulher recebeu troféu concedido pela Câmara da Mulher Empreendedora – Fecomércio do Paraná, homenagem especial pelo seu trabalho em prol da Cultura.Homenagem está concedida apenas a mulheres de sucesso no Estado do Paraná.

## Morte
Tânia faleceu em 29 de janeiro de 2019 na Capital de São Paulo, onde estava hospitalizada, vitimada pelo câncer. Foi enterrada no Cemitério Jardim da Luz em Francisco Beltrão no Paraná. 